# Кярла (волость)
Кярла (эст. Kärla  ) — бывшая волость в Эстонии, в составе уезда Сааремаа.

## Положение
Площадь волости — 217,87 км², численность населения на  1 января 2007 года составляло 1803 человек, из которых 392 являлись жителями государственного дома призрения.
Административный центр волости — посёлок Кярла. Помимо этого на территории волости находятся также 22 деревни.

## Интересные факты
На территории волости был расположен аэродром Кагул (см. Бомбардировки Берлина советской авиацией в 1941 году).
До 1950 года имелись две православные церкви.